# نا نا نا (نا نا نا نا نا نا نا نا نا)
«نا نا نا (نا نا نا نا نا نا نا نا نا)» (به انگلیسی: Na Na Na (Na Na Na Na Na Na Na Na Na)) تک‌آهنگی از گروه موسیقی آلترنتیو راک مای کمیکال رومنس است که در سال ۲۰۱۰ میلادی منتشر شد.